# Avtovagzal (metropolitana di Baku)
Avtovagzal è una stazione della Linea 3 della Metropolitana di Baku.
È stata inaugurata il 19 aprile 2016.